# تئاتر ملی فنلاند
تئاتر ملی فنلاند (فنلاندی: Suomen Kansallisteatteri) یک سالن نمایش در شهر هلسینکی، فنلاند است.
این تئاتر که در سال ۱۹۰۲ تأسیس شده دارای ۱۴۲۴ نفر ظرفیت است.